# Porco canastra
Porco canastra ou porco meia-perna é um tipo de suídeo surgido no Brasil de porte médio.

## História
Desde o descobrimento do Brasil, os portugueses trouxeram diversos porcos de diferentes tipos que foram deixados no país em diferentes regiões e lugares, no que tiveram que se adaptar e sobreviver, desenvolvendo-se por séculos, resultando nos animais atuais. O porco canastra é descendente de porcos de origem ibérica, possivelmente tendo como parente ou um ancestral em comum o famoso porco preto ibérico.

## Risco de extinção
A raça já foi muito usada antigamente, mas assim como acontece com quase todas as raças de porcos nativas do Brasil, o porco canastra corre sério risco de extinção por conta que com a integração da agroindústria a partir de 1970, interessou-se em melhorar a suinocultura brasileira com a importação de porcos estrangeiros mais produtivos, prolíficos e de aptidão para carne, deste modo os porcos foram divididos em 3 tipos: carne, misto e banha. Com a valorização de raças do tipo carne, a grande maioria dos porcos nativos - a exemplo do porco pirapetinga, porco canastrão e porco caruncho - perderam espaço por ser do tipo banha. O cruzamento com estas raças exóticas as usando em cruzamentos de absorção é outro fator que está extinguindo tais animais.

## Características
O porco canastra é de aptidão para banha, porém tem um pernil longo e sua carne é considerada razoável. Seu peso é de 120 quilos em média, mas há animais que rondam os 150 quilos. São animais muito rústicos.
Com a grande controvérsia a respeito do uso de gordura animal ou de gordura vegetal e suas consequências para a saúde humana que dominou a literatura científica nas últimas décadas, com recentes estudos indicando que a banha de porco não é prejudicial como se supunha antigamente com algumas pesquisas apontando que os óleos vegetais tem características que são prejudiciais a saúde, o mercado de banha de porco vem crescendo novamente aos poucos e raças produtoras de banha podem voltar a ser economicamente viáveis e importantes.

## Distribuição do plantel
O porco canastra se encontra presente, principalmente, nas regiões no centro-oeste e sudeste do Brasil. Porém há ameaça de desaparecimento da espécie por cruzamento com raças exóticas.

## Valor genético
Um trabalho maior de seleção destes animais permitiria identificar a composição de seus genes e seu uso naquelas características consideradas vantajosas, aprimorando os próprios animais, outras raças ou a criação de novas raças adaptadas a diferentes finalidades ou biomas.